# ポタモガーレ
ポタモガーレ（Potamogale velox）は、哺乳綱テンレック目テンレック科ポタモガーレ属の1種。本種のみでポタモガーレ属を形成する。

## 分布
アンゴラ北部、ガボン、カメルーン、コンゴ共和国、コンゴ民主共和国、中央アフリカ共和国、ナイジェリア

## 形態
体長29–35cm。尾長24.5–29cm。体重0.3–0.4kg。体長はテンレックのほうが大型だが、尾長も含めるとテンレック目最大種。胴体は円筒形。背面は暗褐色、腹面は灰白色の短い密になった体毛と長くて粗い体毛で覆われる。尾は太いうえに長く、先端寄りが側偏し泳ぐのに適している。
吻は扁平で、長い触毛が生える。眼は小型。耳介は小型。鼻孔内には弁があり、これにより潜水中に水が侵入することを防ぐ。四肢は短い。後肢の第2趾と第3趾が癒合する。指趾の間には水掻きはないが、指趾の内側の皮膚が襞状に伸び水掻きの役割をしている。
乳頭の数は脇の下に左右に1つずつある。

## 生態
標高1800mまでの河川や沼、湿地などに生息する。夜行性で、昼間は水辺に掘った巣穴の中で休む。
食性は動物食傾向の強い雑食で、主に甲殻類を食べるが、魚類やカエル、昆虫類なども食べる。
繁殖形態は胎生で、1回に1-2頭の幼獣を年に2回産む。

## 人間との関係
開発による生息地の破壊、漁業による混獲などにより生息数は減少している。極めて繊細な動物で飼育下では長く生存できない。